# Jean Courvoisier (historien)
Cet article concerne l'historien. Pour le banquier, voir Jean Courvoisier (banquier).
Jean Courvoisier, né le 11 mai 1922 à Colombier et mort le 21 avril 2010 à Neuchâtel, est un archiviste et historien suisse.

## Biographie
Jean Courvoisier naît le 11 mai 1922 à Colombier, dans le canton de Neuchâtel, en Suisse. Il est le fils d'Henri Courvoisier (1887-1922), médecin, et d'Alice Calame (1890-1968),. Il épousera Geneviève Contesse (1925-2016),, il aura également un fils, François Henri Courvoisier (né en 1954), marié (1978) à Anne Lise Dupuis.
Il effectue ses classes à Neuchâtel, puis étudie à la faculté des lettres de l'université de Neuchâtel, où il obtient une licence en 1944 et, plus tardivement, un doctorat en 1960,. Ce dernier est constitué au régime de Louis-Alexandre Berthier, qui a été prince de Neuchâtel de 1806 à 1814. Il étudie également l'histoire de l'art à l'université de Bâle et suit les cours de Louis Hautecœur à Paris. Pendant la Seconde Guerre mondiale, il est mobilisé et obtient le grade de lieutenant dans la DCA.
Il est archiviste adjoint aux Archives de l'État de Neuchâtel en 1948, puis titulaire de 1977 à 1987. À ce titre, il décide de reclasser d'anciens fonds d'archive. Il siège dans différentes commissions cantonales - commission des Monuments et des sites, commission cantonale des Bibliothèques - et communales - commission de la Bibliothèque publique et universitaire de Neuchâtel et commission d'urbanisme.
Dans le cadre de ses fonctions d'archiviste, il publie, de 1955 à 1968, un inventaire des Monuments d'art et d'histoire du canton de Neuchâtel en trois volumes. Cette œuvre fait partie d'une série couvrant l'ensemble de la Suisse, financée par les cantons et éditée par la Société d'histoire de l'art en Suisse,.
Il est président de la Société d'histoire et d'archéologie du canton de Neuchâtel de 1963 à 1967. Il est secrétaire de la rédaction du Musée neuchâtelois de 1971 à 1986. Il a également siégé aux comités de l'Association des archivistes suisses de 1978 à 1986 et de la Société d'histoire de l'art en Suisse de 1971 à 1974. De 1963 à 1983, il est également membre du conseil de la paroisse protestante de Neuchâtel.

## Publications
- Les monuments d'art et d'histoire du canton de Neuchâtel, Bâle, Birkhäuser, coll. « Les monuments d'art et d'histoire de la Suisse », 1955-1968, 3 tomes.
  - T. 1 : La ville de Neuchâtel (1955)
  - T. 2 : Les districts de Neuchâtel et de Boudry (1963)
  - T. 3 : Les districts du Val-de-Travers, du Val-de-Ruz, du Locle et de La Chaux-de-Fonds (1968)
- Panorama de l'histoire neuchâteloise, Neuchâtel, Éd. de la Baconnière, 1963
- Petit guide des archives anciennes de l'État de Neuchâtel, Neuchâtel, 1981
- « Ce que les documents nous apprennent de la condition des serruriers neuchâtelois », in Des Pierres et des Hommes, hommage à Marcel Grandjean, Lausanne, 1995, p. 439-450

## Distinctions
Jean Courvoisier a obtenu le prix Bachelin d'histoire en 1956 et le prix de l'Institut neuchâtelois en 1976. En 1990, il reçoit également le prix de la Fédération romande des architectes en raison de ses écrits sur l'histoire de l'architecture.